# Rijnvoetbalkampioenschap 1918/19
In 1918/19 werd het elfde Rijnvoetbalkampioenschap gespeeld, dat georganiseerd werd door de Zuid-Duitse voetbalbond. De competitie werd georganiseerd als Westkreisliga. 
Hoewel de Eerste Wereldoorlog inmiddels afgelopen was werd de competitie niet volledig voltooid, er kwam geen verdere eindronde om de titel en een Zuid-Duitse eindronde werd helemaal niet georganiseerd dit jaar. Het was tevens het laatste seizoen van de Westkreisliga, na dit seizoen werd de competitie hervormd. 

## Westkreisliga

### Mannheim/Ludwigshafen

#### Groep I
| Plaats | Club                    | Wed. | W  | G | V  | Saldo  | Ptn.  |
| ------ | ----------------------- | ---- | -- | - | -- | ------ | ----- |
| 1.     | SV Waldhof              | 12   | 10 | 2 | 0  | 38:09  | 22:02 |
| 2.     | Mannheimer FC Phönix 02 | 12   | 7  | 0 | 5  | 23:15  | 14:10 |
| 3.     | VfR Mannheim            | 12   | 6  | 2 | 4  | 22:19  | 14:10 |
| 4.     | SpVgg Sandhofen         | 12   | 4  | 4 | 4  | 25:[19 | 12:12 |
| 5.     | FVgg Neckarau           | 12   | 5  | 1 | 6  | 15:22  | 11:13 |
| 6.     | FC Viktoria Feudenheim  | 12   | 3  | 3 | 6  | 22:32  | 09:15 |
| 7.     | VfB Heidelberg          | 12   | 1  | 0 | 11 | 07:36  | 02:22 |

#### Groep II
| Plaats | Club                           | Wed. | W | G | V | Saldo | Ptn.  |
| ------ | ------------------------------ | ---- | - | - | - | ----- | ----- |
| 1.     | SC Käfertal                    | 9    | 8 | 0 | 1 | 37:12 | 16:02 |
| 2.     | Mannheimer FC 1908 Lindenhof   | 10   | 7 | 0 | 3 | 31:12 | 14:06 |
| 3.     | FG Kickers Mannheim            | 10   | 5 | 2 | 3 | 18:15 | 12:08 |
| 4.     | FC Hertha Mannheim             | 10   | 5 | 0 | 5 | 25:14 | 10:10 |
| 5.     | SpVgg 1907 Mannheim            | 8    | 4 | 0 | 4 | 10:16 | 08:08 |
| 6.     | FK Viktoria Mannheim           | 9    | 3 | 0 | 6 | 08:16 | 06:12 |
| 7.     | TB Jahn Neckarau               | 8    | 2 | 0 | 6 | 15:30 | 04:12 |
| 8.     | FC Phönix Neuenheim/Heidelberg | 6    | 0 | 0 | 6 | 05:34 | 00:12 |

#### Groep III
| Plaats | Club                       | Wed. | W | G | V | Saldo | Ptn.  |
| ------ | -------------------------- | ---- | - | - | - | ----- | ----- |
| 1.     | FC Alemannia Ilvesheim     | 7    | 4 | 1 | 2 | 19:08 | 09:05 |
| 2.     | FC Germania Friedrichsfeld | 6    | 4 | 0 | 2 | 15:07 | 08:04 |
| 3.     | FK Badenia Seckenheim      | 6    | 3 | 1 | 2 | 15:14 | 07:05 |
| 4.     | FG Seckenheim              | 6    | 2 | 1 | 3 | 05:15 | 05:07 |
| 5.     | FC Viktoria Neckarhausen   | 5    | 2 | 0 | 3 | 07:09 | 04:06 |
| 6.     | TV 1846 Mannheim           | 6    | 1 | 1 | 4 | 07:15 | 03:09 |

#### Groep IV
| Plaats | Club                  | Wed. | W | G | V | Saldo | Ptn.  |
| ------ | --------------------- | ---- | - | - | - | ----- | ----- |
| 1.     | FG Plankstadt         | 3    | 2 | 0 | 1 | 11:03 | 04:02 |
| 2.     | FC Alemannia Rheinau  | 2    | 1 | 0 | 1 | 08:03 | 02:02 |
| 3.     | FVg 1898 Schwetzingen | 1    | 1 | 0 | 0 | 03    | 02:00 |
| 4.     | Sport 1906 Ketsch     | 3    | 1 | 0 | 2 | 12:11 | 02:04 |
| 5.     | FV Schwetzingen       | 2    | 1 | 0 | 1 | 02:04 | 02:02 |
| 6.     | SV 1906 Neckarau      | 3    | 1 | 0 | 2 | 04:19 | 02:04 |

### Pfalzgau

#### Groep I
| Plaats | Club                     |
| ------ | ------------------------ |
| 1.     | FV Frankenthal           |
| 2.     | Ludwigshafener FG 03     |
| 3.     | Phönix Ludwigshafen      |
| 4.     | FC Pfalz 03 Ludwigshafen |

|  | Finale Pfazlgau |

#### Groep II
| Plaats | Club                   |
| ------ | ---------------------- |
| 1.     | FV 1900 Kaiserslautern |
| 2.     | FC Pirmasens           |
| 3.     | Homburg                |
| 4.     | Zweibrücken            |

#### Finale
De uitslag is niet meer bekend, enkel dat FV Kaiserslautern won. 

### Mittlerheingau
| Plaats | Club                      |
| ------ | ------------------------- |
| 1.     | Olympia Ahrheiligen       |
| 2.     | FK Olympia 1898 Darmstadt |
| 3.     | SC Darmstadt 1905         |
| 4.     | FVgg Kastel               |
| 5.     | FSV Mainz 05              |
| 6.     | FC Alemannia 05 Worms     |
| 7.     | FV Wormatia Worms         |
| 8.     | Union Wixhausen           |